# Aristarque de Tégée
Pour les articles homonymes, voir Aristarque.
Aristarque de Tégée est un  poète tragique athénien du Ve siècle av. J.-C.

## Notice Historique
On sait qu'il a été contemporain des poètes tragiques Sophocle et Euripide, et était actif autour de -454. Il aurait vécu jusqu'à cent ans. La Souda et la Chronologie d'Eusèbe de Césarée lui attribuent 70 tragédies, dont deux seulement ont remporté un prix dans les concours dramatiques. Ses œuvres sont perdues, à l'exception de quelques vers cités par d'autres auteurs,. On connaît le titre de trois de ses pièces : Asclépios, Achille et Tantale. Selon la Souda, Aristarque a composé et dédié son Asclépios au dieu Asclépios, en remerciement après avoir guéri d'une maladie. On sait par Festus[Lequel ?] que son Achille a été traduit en latin par Ennius.